# The Gallery
The Gallery — другий студійний альбом шведського мелодік дез-метал гурту Dark Tranquillity, випущений 27 листопада 1995 року. Це був перший повнометражний альбом, в якому з'явився Мікаель Станне як основний вокаліст.
Обкладинка альбому намальована Крістіаном Wåhlin.
У 2004 році, лейбли Century Media Records в США і Osmose Productions в Європі перевипустили The Gallery в зміненій обкладинці і з п'ятьма каверами як бонус-треки.
The Gallery є класичним альбомом Гетеборзького стилю металу, разом з альбомом At the Gates Slaughter of the Soul і альбомом In Flames The Jester Race, демонструючи дві основні гітари, гроулінг як вокал, і акустичні секції типові для жанру.

## Список пісень
1. «Punish My Heaven» — 4:46 (Їварп /Йоханссон/Станне/Сундін)
2. «Silence, and the Firmament Withdrew» — 2:36 (Генрікссон/Станне/Сундін)
3. «Edenspring» 	 — 4:30 (Йоханссон/Станне/Сундін)
4. «The Dividing Line» — 5:01 (Їварп /Йоханссон/Станне/Сундін)
5. «The Gallery» — 4:07 (Генрікссон/Станне/Сундін)
6. «The One Brooding Warning» — 4:14 (Генрікссон/Йоханссон/Станне/Сундін)
7. «Midway through Infinity» 	 — 3:30 (Dark Tranquility)
8. «Lethe» — 4:42 (Генрікссон/Сундін)
9. «The Emptiness from Which I Fed» — 5:43 (Генрікссон/Йоханссон/Станне/Сундін)
10. «Mine is the Grandeur…» (Instrumental) — 2:26 (Генрікссон/Сундін)
11. «…Of Melancholy Burning» — 6:16 (Генрікссон/Станне)

Бонус-треки 10" обмеженої версії:

12. «Bringer of Torture» (Kreator кавер) − 3:12

13. «Sacred Reich» (Sacred Reich кавер) − 2:20

Бонус-трек для Японії:

12. My Friend of Misery (Metallica кавер )

Бонус-трек для Кореї:

12. Sacred Reich (Sacred Reich кавер)

## Список пісень перевипуску 2005 deluxe edition
1. «Punish My Heaven» — 4:47
2. «Silence, and the Firmament Withdrew» — 2:36
3. «Edenspring» — 4:31
4. «The Dividing Line» — 5:01
5. «The Gallery» — 4:08
6. «The One Brooding Warning» — 4:14
7. «Midway through Infinity» — 3:30
8. «Lethe» — 4:43
9. «The Emptiness from Which I Fed» — 5:44
10. «Mine Is the Grandeur…» — 2:27
11. «…Of Melancholy Burning» — 6:14
12. «Bringer of Torture» (Kreator кавер) — 3:14
13. «Sacred Reich» (Sacred Reich кавер) — 3:16
14. «22 Acacia Avenue» (Iron Maiden кавер) — 6:05
15. «Lady in Black» (Mercyful Fate кавер) — 4:22
16. «My Friend of Misery» (Metallica кавер) — 5:25

## Список учасників

### Музиканти
- Мікаель Станне − вокал
- Ніклас Сундін − гітара
- Фредрік Йоханссон − гітара
- Мартін Генрікссон − бас-гітара
- Андерс Їварп − ударні